# Мењач
Мењач или мењачки преносник је елемент система за пренос снаге моторних возила, којим се врши прилагођавање параметара снаге (обртног момента и угаоне брзине — броја обртаја мотора) тренутним условима кретања возила, тј. условима пута. 
Мењачи се деле на мењаче са:
- непокретним осама вратила (мануелни, тј. ручни мењачи) и
- оне са покретним осама вратила (обично су то аутоматски мењачи).

Постоје још и полуаутоматски мењачи који се изводе као мењачи са непокретним осама вратила, али у комбинацији са вишеламеластом спојницом (ДСГ мењач).
Мењачи са непокретним осама вратила се, у зависности од концепције градње возила, деле на: 
- мењаче са два вратила која имају попречно постављен мотор у односу на уздужну осу возила и имају погон на предње точкове и
- три вратила који уграђују на возила која имају мотор постављен у оси возила и могу имати предњи или задњи погон, а понекад и погон на свим точковима (4x4).

## Аутоматски мењачи
Аутомобили са аутоматским мењачем релативно су ретки у Србији. У Европи их има знатно више, док у Америци само око пет одсто новопродатих путничких возила има мануелни мењач - САД је практично други свет када су у питању четвероточкаши.
- Предности и мане

Лакоћа вожње је главна предност аутоматике. Седне се, убаци у Д и вози. У колони само се пусти кочница и крене лагано напред. Не мора да се уради комбинација квачило-мењач-гас-квачило-мењач-кочница неколико стотина пута на деоници од два километра.
На узбрдици нема кретања уназад – само се пусти кочница или да мало гаса и лагано се креће.
Неискусни возачи често често држе мотор у сувише ниским обртајима, покушавају нагло да убрзају у нпр. петом степену преноса уместо да спусте у четврти или трећи и слично. Са друге стране, они „искусни“ уживају да казаљку обртомера утерају дубоко у црвену зону. Аутоматски мењач се брине да до оваквих ситуација не долази.
Реална тестирања до сада обављена говоре да класични аутоматици, без обзира на врсту и генерацију троше најмање 10% горива више од мануелних.
Код њега је неупоредиво теже наћи узрок проблема него код мануелног. Савремени аутоматици имају на стотине, неретко и више од хиљаду компоненти.
У сервису морају да обаве детаљну проверу како би утврдили квар и заменили део. Проблем је у томе што су многе компоненте интегрисане у веће целине, тако да нема „крпљења“.
Најчешће мала неисправност временом изазове озбиљан проблем, па је неопходна комплетна репарација.
- Постоји више врста аутоматских мењача и међу њима треба направити јасну разлику.

а) класични аутоматици - на њих углавном сви мисле када се говори о аутоматској трансмисији. Настали су давно, још 1921. године у Канади. Њихов творац је Алфред Хорнер Мунро, парни инжењер, који је у свом изуму користио компримовани ваздух уместо хидрауличне течности, што је за последицу имало озбиљан мањак ефикасности и потпуни комерцијални неуспех.
Први аутоматски мењач који је користио хидрауличну течност развијен је од стране Џенерал Моторса 30-тих година 20. века, а примену је прво нашао у аутомобилима марке Олдсмобил. Ови мењачи су се користили и у тенковима које је ГМ производио током Другог светског рата.
Од тада до данас остварили су огроман технолошки напредак. До пре неколико деценија било је аутоматика са само три степена преноса, што је данас незамисливо. Данас је сасвим уобичајено да имају шест брзина, има их са седам, а луксузни произвођачи увелико користе мењаче и са осам. Појавили су се и они са девет брзина. 
Модерне аутоматске мењаче контролишу изузетно софистицирани компјутери који у обзир узимају мноштво фактора и који су стању да „уче“ стил вожње. Стога не треба упоређивати старе и нове. У зависности од врсте, имају и могућност одређеног степена мануелне контроле.
б) роботизовани или полуаутоматски мењачи - реч је практично о класичној мануелној трансмисији, код које робот мења степене преноса и контролише квачило. Реч је о компјутеру са задатком да контролише мењач.
Може да функционише као класичан аутоматик или да возач притиском на полугицу иза управљача, дугме на управљачу или ручицу поред седишта изабере степен преноса. Чак и када је у потпуно мануелном моду, компјутер је углавном „будан“, пазећи да возач погрешним избором брзине или претераним бројем обртаја не уништи мотор, квачило, сам мењач или све заједно. Постоје и верзије које искључиво имају мануелни мод.
ц) ЦВТ - континуално варијабилна трансмисија (цонтинуоуслy вариабле трансмиссион) – код ње улогу зупчаника у класичном мењачу имају две ременице промењивог пречника повезане армираним ременом или ланцем. У теорији, ово је савршена трансмисија, како по питању убрзања, тако и по питању економичности и поузданости. У пракси, показала се релативно лоше, те је веома ретка.
Код ЦВТ-а не постоје степени преноса у класичном смислу (може да се понаша као да има нпр. шест брзина, уколико произвођач то жели), а мотор се скоро увек држи на оптималном броју обртаја (осим приликом оштрих убрзања). Међутим, сам осећај у вожњи не одговара многим возачима, а ту је и иритирајуће монотон звук мотора.